# Miroslav Táborský
Miroslav Táborský (Praga, 9 de novembro de 1959) é um ator checo. Em 1999, ganhou o Prêmio Goya de melhor ator revelação pelo seu papel no filme La niña de tus ojos.